# أرمين هانسن
أرمين هانسن (بالإنجليزية: Armin Hansen)‏ هو رسام أمريكي، ولد في 23 أكتوبر 1886 في سان فرانسيسكو في الولايات المتحدة، وتوفي في 1957.

## وصلات خارجية
- أرمين هانسن على موقع أوليمبيديا (الإنجليزية)